# Pakel (Pakel)
Pakel is een bestuurslaag in het regentschap Tulungagung van de provincie Oost-Java, Indonesië. Pakel telt 1248 inwoners (volkstelling 2010).